# جلال کیانی
جلال کیانی (زادهٔ ‎۶ مهر ۱۳۶۸) بازیکن هندبال اهل ایران است. وی سابقه عضویت در تیم‌های سپاهان و مس کرمان را در کارنامه دارد.